# Eurypyle (Libye)
Pour les articles homonymes, voir Eurypyle.
Dans la mythologie grecque, Eurypyle (en grec ancien Εὐρύπυλος / Eurúpulos) est un roi de Libye.

## Mythe
Il est le fils de Poséidon (la distinction avec son homonyme, Eurypyle de Cos, lui aussi fils de Poséidon, n'est pas claire).
Son histoire est partiellement connue grâce à la IVe Pythique de Pindare : lors du passage des Argonautes dans le lac Triton (en Libye), ils y rencontrent un daïmon qui prend les traits d'Eurypyle. C'est lui qui donne à Euphémos une motte de terre en gage d'hospitalité. Ce récit est repris dans les Argonautiques d'Apollonios de Rhodes, mais le poète remplace le daïmon par le dieu Triton lui-même.
Par la suite, il abdique en faveur de la nymphe Cyrène, qui avait réussi à débarrasser le pays d'un lion qui ravageait ses troupeaux,.